# Europäisches Verbraucherzentrum
Die Europäischen Verbraucherzentren (EVZ), französisch Centre européen des consommateurs (CEC), englisch European Consumer Centre (ECC) sind ein europaweites Netz aus insgesamt 29 Informationsbüros, teilweise mit regionalen Filialen, die in jedem Mitgliedstaat der Europäischen Union sowie in Norwegen und Island bestehen. Das gemeinsame Zentrum für Deutschland und Frankreich – deutscher Name: Zentrum für europäischen Verbraucherschutz (ZEV), französischer Name: Centre Européen de la Consommation (CEC) – hat seinen Sitz im deutschen Kehl unmittelbar an der französischen Grenze bei Straßburg.
Die Europäischen Verbraucherzentren informieren Verbraucher über die Chancen und Risiken des Europäischen Binnenmarkts, vor allem beim grenzüberschreitenden Erwerb von Waren und Dienstleistungen und sind behilflich bei Problemen mit Händlern aus einem anderen EU-Mitgliedstaat. Die Zentren und das Netz der Europäischen Verbraucherzentren (ECC-Netz) als Dachorganisation, sind im Gegensatz zu Verbraucherorganisationen keine Nichtregierungsorganisationen und im Gegensatz zu den Verbraucherzentralen nicht unabhängig, sondern wurden von der Europäischen Kommission eingerichtet und werden gemeinsam von dieser und den Mitgliedstaaten (plus Norwegen und Island) finanziert.

## Geschichte
Das Netz der Europäischen Verbraucherzentren ist im Januar 2005 durch die Zusammenlegung zweier Netze amtlicher Verbraucherschutzeinrichtungen entstanden: dem Netz für die außergerichtliche Beilegung von Verbraucherrechtsstreitigkeiten (EEJ-Net; Abkürzung für Network for the extra-judicial settlement of consumer disputes) und dem Netz der Europäischen Verbraucherinformationsstellen (Euroguichets).
Die Euroguichets waren seit 1992 für die Information, Beratung und Rechtsvertretung von Verbrauchern im gemeinsamen Binnenmarkt zuständig. Das EEJ-Net, 2001 gegründet, bestand aus Clearingstellen, die Verbrauchern dabei halfen, Rechtsstreitigkeiten mit Unternehmern im EU-Ausland auf dem Wege der Schlichtung beizulegen.
Seit 2006 existiert in jedem Mitgliedstaat mindestens eine nationale Anlaufstelle des ECC-Netzes. Derzeit sind es 29 Zentren, eines in jedem Mitgliedstaat sowie in Norwegen und Island. Je nach Land sind sie in unterschiedlichen Einrichtungen beherbergt (Ministerien oder andere staatliche Stellen; unabhängige Vereine etc.).

## Aufgaben
Die Europäischen Verbraucherzentren unterstützen Verbraucher in der Nutzung des europäischen Binnenmarktes:
- Publikationen zu Rechten und Pflichten beim grenzüberschreitenden Kauf von Waren und Dienstleistungen;
- Beantwortung direkter Fragen von Verbrauchern und Anbietern;
- Unterstützung und Betreuung der Verbraucher bei Reklamationen;
- bei Bedarf Unterstützung der Verbraucher in einem Rechtsstreit.

Zur Förderung der außergerichtlichen Streitbeilegung arbeiten die ECC eng mit nationalen Schlichtungsstellen zusammen und unterstützen die zuständigen nationalen Behörden bei der Entwicklung neuer alternativer Streitbeilegungsverfahren.
Daneben sammeln die ECC Informationen über aktuelle Verbraucherprobleme und bereiten diese für statistische und politische Zwecke auf. Sie führen vergleichende Rechtsanalysen und länderübergreifende Studien zu verschiedenen Verbraucherthemen durch und leiten die Ergebnisse an die Gesetzgeber und nationalen Durchsetzungsbehörden weiter.
Das ECC-Net arbeitet außerdem mit anderen europaweiten Netzwerken zusammen, wie dem FIN-NET (Finanzdienstleistungen), SOLVIT (Binnenmarkt), dem Enterprise Europe Network, dem Europe Direct-Netzwerk und dem Europäischen Justiziellen Netz für Zivil- und Handelssachen.

## Arbeitsweise
Sollten Verbraucher selbst keine Einigung mit dem ausländischen Händler erreichen, bei dem sie eine Ware oder Dienstleistung erworben haben, können sie sich an das ECC ihres Heimatlandes wenden. Die ECC sind per Telefon, Fax oder E-Mail erreichbar, in einigen Zentren stehen die Mitarbeiter auch zum persönlichen Gespräch zur Verfügung.
Das kontaktierte ECC übersetzt, falls erforderlich, die notwendigen Dokumente und leitet diese an das Zentrum des Landes weiter, in dem der Händler seinen Sitz hat. Das dortige ECC versucht mit dem Anbieter eine gütliche Einigung im Fall zu erreichen, kann allerdings nicht gerichtlich tätig werden.

## Zahlen
2010: Das Netz der Europäischen Verbraucherzentren stand 2010 in mehr als 71.000 Fällen kostenlos mit Rat und Tat zur Seite. Damit ist die Zahl der bearbeiteten Vorgänge gegenüber 2009 um 15 Prozent angestiegen. Jede dritte Beschwerde richtete sich gegen einen Verkehrsdienstleister, davon rund 60 Prozent gegen Fluggesellschaften. Auf Online-Geschäfte entfiel über die Hälfte aller Beschwerden, die 2010 vom Netz bearbeitet wurden (56,2 %).
2008: Das ECC-Net zählte über 62.000 Verbraucherkontakte im Jahr 2008, davon waren 54 % Beschwerden und 46 % Informationsanfragen. Die meisten Beschwerden betrafen 2008 Transportdienstleistungen (33,23 %), Erholungs- und Kulturangebote (25,42 %) sowie Restaurants, Hotels und andere Übernachtungsstätten (13,38 %). Zusammen bezifferten die drei Bereiche rund 72 % aller Beschwerden, die bei den ECC eingingen.
2007: Die Zentren des ECC-Net kamen im Jahr 2007 zusammen auf rund 55.000 Verbraucherkontakte. Die meisten Beschwerden, die von den ECC bearbeitet wurden, betrafen Vertragsklauseln (25 %), das Produkt bzw. die Dienstleistung (22,4 %) sowie Lieferprobleme (20 %). Bei 22 % aller registrierten Streitigkeiten ging es um Transportleistungen und dabei insbesondere um Flugreisen, gefolgt von Erholungs- und Kulturangeboten (knapp 12 %) sowie  audiovisuellen Dienstleistungen (knapp 10 %). Mehr als die Hälfte aller Beschwerden standen im Zusammenhang mit dem Online-Handel.

## Hintergrund
Die Verbraucherpolitik der EU-Kommission zielt darauf ab, Verbraucher besser und umfassender über ihre Rechte und Pflichten zu informieren und den grenzüberschreitenden Handel im Binnenmarkt zu fördern. Verbraucherausgaben machen 60 % des Bruttoinlandsproduktes im EU-Binnenmarkt aus, dennoch ist sich nur jeder fünfte EU-Bürger darüber im Klaren, dass er in sämtlichen Mitgliedstaaten die gleichen grundlegenden Verbraucherrechte gelten; und nur ein Drittel der EU-Bevölkerung weiß, dass sie EU-weit über Garantien für die Sicherheit erworbener Produkte verfügt.
Zwar sind die wichtigsten Verbraucherrechte EU-weit gleich, dennoch weichen die Rechtsvorschriften der Mitgliedstaaten nach wie vor in einigen Bereichen deutlich voneinander ab. Diese Rechtszersplitterung verwirrt Verbraucher, da sie unter Umständen je nach Mitgliedstaat eine unterschiedliche Rechtsstellung genießen.
Der Mangel an Vertrauen darauf, dass ihre Rechte außerhalb des eigenen Landes EU-weit geschützt sind, scheint einer der maßgebenden Hemmfaktoren dafür zu sein, dass die EU-Bürger noch selten außerhalb ihres eigenen Landes einkaufen. Nur knappe 12 % der Verbraucher der EU kaufen pro Jahr außerhalb ihres Wohnlandes Waren ein oder nehmen dort Dienstleistungen in Anspruch, und dies auch noch vorwiegend im Urlaub.
Mit der Hilfe des ECC-Net will die EU-Kommission gleichzeitig das Verbrauchervertrauen stärken und Durchsetzung der Verbraucherrechte in sämtlichen Mitgliedstaaten gewährleisten.